# Liste der Monuments historiques in Herpont
Die Liste der Monuments historiques in Herpont führt die Monuments historiques in der französischen Gemeinde Herpont auf.

## Liste der Objekte
| Bezeichnung                     | Beschreibung                                               | Standort                        | Kennzeichnung | Schutzstatus | Datum | Bild |
| ------------------------------- | ---------------------------------------------------------- | ------------------------------- | ------------- | ------------ | ----- | ---- |
| Josefsaltar                     | rechter Seitenaltar; Holz, farbig gefasst, 18. Jahrhundert | in der Kirche St-Georges (Lage) | PM51002298    | Inscrit      | 1975  |      |
| Prozessionsfahne Heiliger Georg | Seide, bestickt, 19. Jahrhundert                           | in der Kirche St-Georges (Lage) | PM51002296    | Inscrit      | 1975  |      |
| Marienaltar                     | linker Seitenaltar; Holz, farbig gefasst, 18. Jahrhundert  | in der Kirche St-Georges (Lage) | PM51002297    | Inscrit      | 1975  |      |